# Copestylum

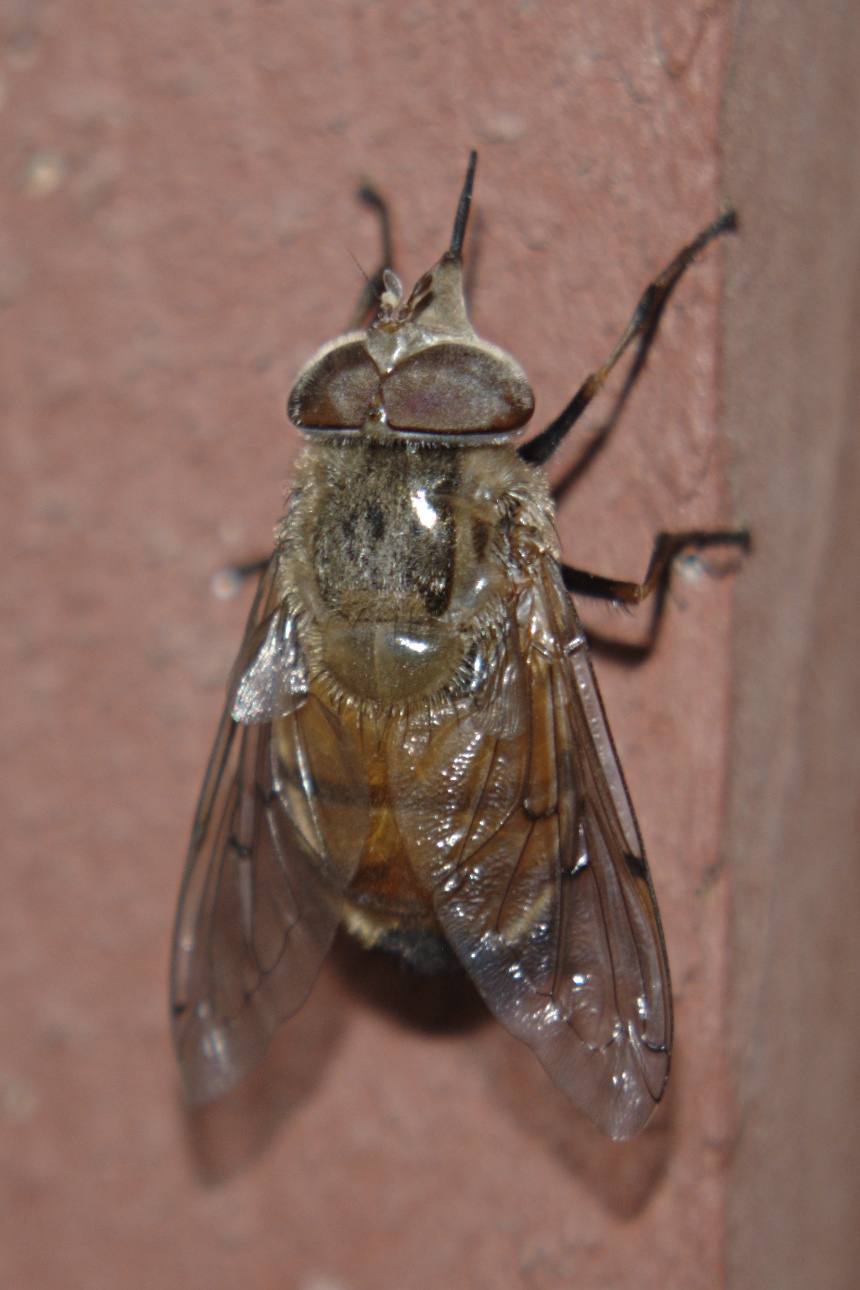
Copestylum haagei

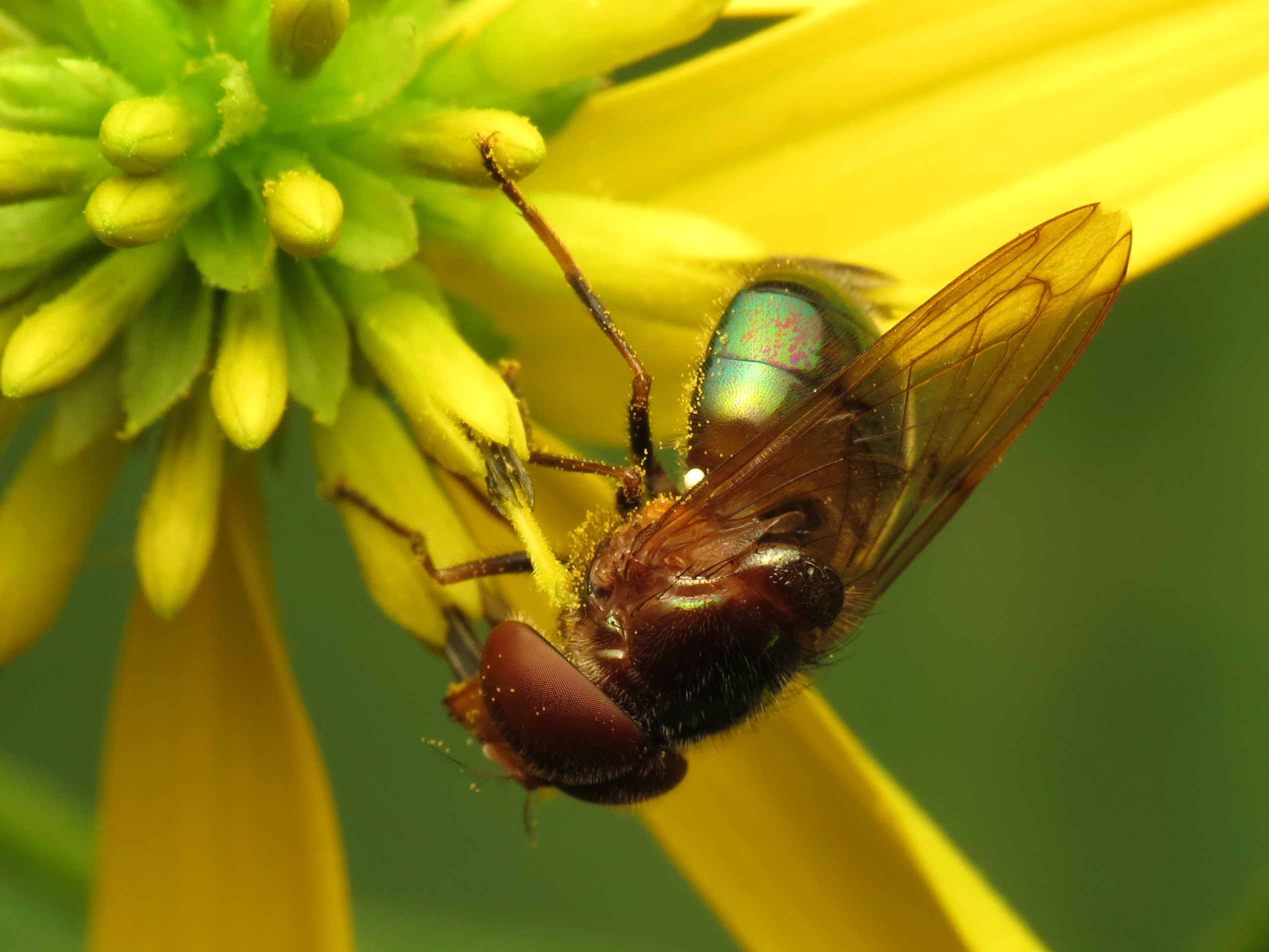
Copestylum vesicularium

Copestylum es uno de los géneros más numerosos de sirfidos en las Américas. Comprende más de 300 especies, de las cuales solo cuatro se han encontrado fuera de las Américas, y probablemente han sido introducidas dentro de cactus.
Miden de 6 a 16 mm. Las antenas de este género y otros géneros relacionados tienen aristas plumosas. Las larvas se alimentan de material en descomposición como troncos de bananas o cactos podridos.

## Lista de Especies
Esta es una lista de las 332 especies de Copestylum.
- C. abdominale (Wiedemann, 1930)
- C. abrupta (Curran, 1925)
- C. acutifrons (Curran, 1939)
- C. alberlena Marcos-Garcia & Perez-Banon, 2002
- C. albertoi Marcos-Garcia & Rotheray, 2007
- C. albifrons (Curran, 1939)
- C. albitarse (Lynch Arribalzaga, 1892)
- C. alcedo (Curran, 1926)
- C. alcedoides (Curran, 1939)
- C. alchimista (Róndani, 1848)
- C. ambrosettii (Lynch Arribalzaga, 1892)
- C. amethystinum (Bigot, 1875)
- C. anastasia (Hull, 1945)
- C. anna (Williston, 1887) (Anna's bromeliad fly)
- C. apertum (Walker, 1860)
- C. apicale (Loew, 1866)
- C. apiciferum (Townsend, 1895)
- C. apicula (Curran, 1939)
- C. aricia (Curran, 1930)
- C. astarte (Hull, 1950)
- C. aster (Curran, 1939)
- C. aureum (Fluke, 1951)
- C. avidum (Osten Sacken, 1877) (yellow-spotted bromeliad fly)
- C. azureum (Philippi, 1865)
- C. azurinum (Hull, 1941)
- C. barbara Hancock & Marcos-Garcia, 2007
- C. barei (Curran, 1925) (violet bromeliad fly)
- C. bassleri (Curran, 1939)
- C. beatricea (Hull, 1950)
- C. belinda (Hull, 1949)
- C. belizensis Sedman, 1975
- C. bellulum (Williston, 1891)
- C. bequaerti Curran, 1930
- C. bimaculatum (Sack, 1941)
- C. binominatum (Goot, 1964)
- C. bipunctatum (Hull, 1941)
- C. bolivianum (Hine, 1914)
- C. boqueronense Rotheray & Marcos-Garcia, 2007
- C. bradleyi (Curran, 1925)
- C. brazilianum (Hull, 1938)
- C. breve (Giglio-Tos, 1892)
- C. brevifacies (Curran, 1926)
- C. brevivittatum (Curran, 1930)
- C. bruneri (Curran, 1939)
- C. brunneum (Thunberg, 1789)
- C. brunnicolor (Hull, 1938)
- C. brunnigaster (Hull, 1943)
- C. bulbosum (Fluke, 1951)
- C. caesariatum (Williston, 1891)
- C. calochaetum (Hull, 1941)
- C. camposi (Curran, 1939)
- C. capensis (Schiner, 1868)
- C. carlosii Rotheray & Hancock, 2007
- C. caudatum Curran, 1927 (hairy-horned bromeliad fly)
- C. chaetogaster (Hull, 1943)
- C. chaetophorum (Williston, 1887)
- C. chalybescens (Wiedemann, 1830)
- C. chapadense (Curran, 1930)
- C. cinctiventre (Curran, 1930)
- C. circe (Curran, 1939)
- C. circumdatum (Walker, 1857)
- C. circumscriptum (Curran, 1939)
- C. claripenne (Curran, 1925)
- C. clarum (Hull, 1942)
- C. cockerelli (Curran, 1927)
- C. colombiense Thompson, 1976
- C. compactum (Curran, 1925)
- C. comstocki (Williston, 1887) (Comstock's bromeliad fly)
- C. conabioi Marcos-Garcia & Rotheray, 2007
- C. concinnum (Philippi, 1865)
- C. conifacium (Hull, 1943)
- C. contumax (Curran, 1939)
- C. cordiae (Townsend, 1897)
- C. correctum (Curran, 1927)
- C. corumbense (Curran, 1930)
- C. craverii (Giglio-Tos, 1892)
- C. crepuscularium (Hull, 1942)
- C. cruciatum (Hull, 1943)
- C. cubomaculatum (Hull, 1937)
- C. cupricolor (Hull, 1948)
- C. curiosum (Curran, 1939)
- C. currani (Fluke, 1951)
- C. cyanescens (Macquart, 1842)
- C. cyanoprora (Curran, 1939)
- C. delila (Hull, 1950)
- C. dichroicum (Giglio-Tos, 1892)
- C. dimorphium (Curran, 1939)
- C. discale (Curran, 1926)
- C. dispar (Macquart, 1846)
- C. dorsale (Wiedemann, 1830)
- C. duida (Curran, 1930)
- C. elizabethae Hancock & Rotheray, 2007
- C. emeralda (Hull, 1944)
- C. emilia (Curran, 1939)
- C. escomeli (Curran, 1929)
- C. eugenia (Williston, 1887)
- C. exeugenia (Curran, 1953)
- C. externum (Curran, 1939)
- C. flavipenne (Wiedemann, 1830)
- C. flavissimum (Giglio-Tos, 1892)
- C. flaviventre (Macquart, 1846)
- C. florella (Hull, 1944)
- C. florida (Hull, 1941) (Florida bromeliad fly)
- C. flukei (Curran, 1936)
- C. fornax (Townsend, 1895)
- C. fractum (Curran, 1926)
- C. fraudulentum (Williston, 1891)
- C. frauenfeldi (Schiner, 1868)
- C. frontale (Sack, 1941)
- C. fulvicorne (Bigot, 1883)
- C. fulvolucens (Walker, 1852)
- C. fulvonotatum (Bigot, 1875)
- C. fumipenne (Sack, 1941)
- C. fumosum (Hull, 1943)
- C. furens (Giglio-Tos, 1892)
- C. galantei Marcos-Garcia & Rotheray, 2007
- C. gelenitae Marcos-Garcia & Rotheray, 2007
- C. gertschi (Curran, 1939)
- C. gibberum (Schiner, 1868)
- C. gorgon (Hull, 1950)
- C. granulatum (Hull, 1944)
- C. guianicum (Hine, 1914)
- C. haagii (Jaennicke, 1867) (Haag's bromeliad fly)
- C. hambletoni (Fluke, 1951)
- C. hirtipes (Macquart, 1850)
- C. hispaniolae Thompson, 1981
- C. horticole (Hull, 1943)
- C. horvathi (Szilády, 1926)
- C. hoya (Curran, 1947)
- C. hyalinipenne (Hull, 1944)
- C. hyalopterum (Giglio-Tos, 1892)
- C. hydrofenestra (Hull, 1943)
- C. hystrix (Giglio-Tos, 1892)
- C. imitans (Curran, 1926)
- C. impressum (Hull, 1949)
- C. inconsistens (Curran, 1939)
- C. infractum Thompson, 1981
- C. inquisitor (Hull, 1943)
- C. integrum (Walker, 1857)
- C. intona (Curran, 1928)
- C. isabellina (Williston, 1887) (Isabelle's bromeliad fly)
- C. joei Rotheray & Hancock, 2007
- C. johnsoni (Curran, 1925)
- C. kahli (Hull, 1938)
- C. lacticoeruleum (Hull, 1944)
- C. lanei (Curran, 1936)
- C. latevitatum (Curran, 1939)
- C. latum (Wiedemann, 1830)
- C. lentum Williston, 1887
- C. limbipenne Williston, 1887
- C. liriope (Hull, 1949)
- C. longirostre (Macquart, 1846)
- C. louisae Hancock & Rotheray, 2007
- C. lucilia (Hull, 1950)
- C. lugens (Wiedemann, 1830)
- C. lumina (Hull, 1937)
- C. lunuliferum (Hull, 1937)
- C. macquarti (Curran, 1926)
- C. macrocephalum (Giglio-tos, 1892)
- C. macrorhinum (Bigot, 1875)
- C. macula (Wiedemann, 1830)
- C. maculoides (Curran, 1939)
- C. mamorum Rotheray & Marcos-Garcia, 2007
- C. marceli (Curran, 1939)
- C. marginatum (Say, 1829)
- C. megacephalum (Loew, 1863)
- C. melleum (Jannicke, 1867)
- C. meretricias (Williston, 1888)
- C. metallorum (Walker, 1852)
- C. mexicanum (Macquart, 1842) (Mexican cactus fly)
- C. minimum (Giglio-Tos, 1892)
- C. missionera (Lynch Arribalzaga, 1892)
- C. mocanum (Curran, 1936)
- C. morpho (Curran, 1939)
- C. musanum (Curran, 1930)
- C. muscarium (Thomson, 1869)
- C. musicanum (Curran, 1930)
- C. mustoides (Curran, 1927)
- C. nautlanum (Townsend, 1897)
- C. neosplendens Thompson, 1976
- C. neotropicum Thompson, 1976
- C. nigriceps (Schiner, 1868)
- C. nigrifacies (Bigot, 1875)
- C. nigripes (Bigot, 1857)
- C. nigropodum (Hull, 1949)
- C. nigroviride (Hull, 1949)
- C. nitidigaster (Hull, 1937)
- C. notatum (Bigot, 1875)
- C. obliquicorne (Curran, 1939)
- C. obscurior (Curran, 1939)
- C. obscuripenne (Lynch Arribalzaga, 1892)
- C. oestroides (Hull, 1943)
- C. omochroma (Giglio-Tos, 1892)
- C. opalescens (Townsend, 1901)
- C. opalicolor (Hull, 1943)
- C. opalina (Wiedemann, 1830)
- C. opeostoma (Hull, 1949)
- C. opinator (Williston, 1891)
- C. ornatum (Williston, 1891)
- C. osburni (Hull, 1942)
- C. oscillans Hancock & Rotheray, 2007
- C. otongaensis Rotheray & Hancock, 2007
- C. pachecoi (Curran, 1939)
- C. pallens (Wiedemann, 1830)
- C. pallidithorax (Hull, 1941)
- C. pallisteri (Curran, 1953)
- C. palmyra (Hull, 1949)
- C. panamense (Curran, 1930)
- C. panamenum (Curran, 1939)
- C. parana (Hull, 1942)
- C. parina (Fluke, 1951)
- C. parvum (Róndani, 1848)
- C. pectorale (Róndani, 1863)
- C. persimile (Williston, 1888)
- C. pertinax (Hull, 1950)
- C. peruvianum (Vimmer & Soukup, 1938)
- C. pica (Schiner, 1868)
- C. pictum (Wiedemann, 1830)
- C. picturatum (Lynch Arribalzaga, 1892)
- C. pinkusi (Curran, 1938)
- C. placivum (Hull, 1943)
- C. plaumanni (Curran, 1939)
- C. plorans (Róndani, 1848)
- C. posticum (Say, 1829)
- C. prasinus (Schiner, 1868)
- C. prescutellare (Williston, 1888)
- C. procteri (Curran, 1939)
- C. profaupar Marinoni, 2004
- C. pseudopallens Thompson, 1981
- C. pseudotachina (Hull, 1936)
- C. pubescens (Loew, 1861)
- C. pulchripes (Bigot, 1875)
- C. pulchrum (Williston, 1891)
- C. punctiferum (Bigot, 1875)
- C. punctigena (Hull, 1937)
- C. purpurascens (Loew, 1869)
- C. purpureum (Walker, 1849)
- C. purpuriferum (Bigot, 1875)
- C. pusillum (Macquart, 1842)
- C. puyarum Rotheray & Hancock, 2007
- C. quadratum (Williston, 1891)
- C. rafaelanum (Townsend, 1897)
- C. rectifacies Thompson, 1981
- C. rectum (Wulp, 1882)
- C. rhea (Hull, 1950)
- C. robustum (Sack, 1941)
- C. roraima (Curran, 1939)
- C. rosa (Curran, 1939)
- C. rospigliosii (Brethes, 1920)
- C. rufitarse Thompson, 1976
- C. rufoscutellare (Philippi, 1865)
- C. rurale (Curran, 1939)
- C. saphirinum (Bigot, 1883)
- C. sappho (Hull, 1949)
- C. satur (Osten Sacken, 1877) (spotted-wing bromeliad fly)
- C. schwarzi Curran, 1935
- C. scintillans (Hull, 1949)
- C. scutellatum (Macquart, 1842)
- C. selectum (Curran, 1939)
- C. sexmaculatum (Palisot De Beauvois, 1819) (six-spotted bromeliad fly)
- C. sica (Curran, 1953)
- C. simile Giglio-Tos, 1892
- C. smithae (Thompson, 1965)
- C. soror (Bigot, 1883)
- C. spectrale (Hull, 1942)
- C. spinigerum (Wiedemann, 1830)
- C. spinithorax (Lynch Arribalzaga, 1892)
- C. splendens (Townsend, 1897)
- C. squamigerum (Curran, 1925)
- C. sternale (Curran, 1930)
- C. stigmatum (Hull, 1949)
- C. subcoeruleum (Róndani, 1863)
- C. submetallicum (Róndani, 1848)
- C. subrostratum (Róndani, 1848)
- C. sultzi (Curran, 1939)
- C. tacanense Rotheray & Hancock, 2007
- C. tamaulipanum (Townsend, 1898)
- C. tapanti Rotheray & Hancock, 2007
- C. tapia Rotheray & Hancock, 2007
- C. tatei (Curran, 1930)
- C. teffera (Curran, 1939)
- C. tibiale (Macquart, 1846)
- C. tricinctum (Bigot, 1875)
- C. trifascium (Walker, 1857)
- C. tripunctatum (Hull, 1949)
- C. trituberculatum Thompson, 1976
- C. triunfense Hancock, 2007
- C. trivittatum Thompson, 1988
- C. tumicephalum (Hull, 1943)
- C. tympanitis (Fabricius, 1805)
- C. ulrica (Hull, 1950)
- C. umamas Hancock & Rotheray, 2007
- C. unicolor (Curran, 1925)
- C. unilectum (Walker, 1860)
- C. vacuum (Fabricius, 1775)
- C. vagum (Wiedemann, 1830)
- C. valeria (Hull, 1944)
- C. vampyrum (Hull, 1942)
- C. varians (Bigot, 1875)
- C. varichaetum (Curran, 1925)
- C. variegatum (Bigot, 1875)
- C. ventana (Fluke, 1951)
- C. vera (Hull, 1942)
- C. verdigaster (Hull, 1943)
- C. vesicularium (Curran, 1947) (irridescent bromeliad fly)
- C. vicinum (Bigot, 1883)
- C. victoria (Williston, 1887) (Victoria's bromeliad fly)
- C. vierecki (Curran, 1925)
- C. villarica (Fluke, 1951)
- C. viola (Hull, 1944)
- C. violaceum (Say, 1829) (purple bromeliad fly)
- C. virescens (Williston, 1891)
- C. viridana (Townsend, 1897)
- C. viride (Williston, 1888)
- C. viridigaster (Hull, 1943)
- C. viridula (Walker, 1860)
- C. vitifacium (Hull, 1943)
- C. vitrea (Hull, 1949)
- C. vitripenne (Curran, 1930)
- C. vittatum Thompson, 1976 (striped bromeliad fly)
- C. vittifacies (Hull, 1943)
- C. volcanorum Hancock & Rotheray, 2007
- C. volucelloides (Bigot, 1884)
- C. volucre (Giglio-Tos, 1892)
- C. vulcan (Hull, 1942)
- C. vulta (Fluke, 1951)
- C. willinki (Fluke, 1951)
- C. wulpi (Goot, 1964)
- C. xalapensis Rotheray & Marcos-Garcia, 2007
- C. xipe (Hull, 1942)
- C. yowoi Rotheray & Hancock, 2007
- C. yura (Curran, 1930)